# Il riflettore
Il riflettore è un romanzo breve dello scrittore statunitense Henry James, pubblicato nel 1888 originariamente su rivista e subito dopo in volume: la storia è una commedia sociale, sullo stile di Honoré de Balzac, che ripercorre le disavventure che accadono quando storie brute ma vere finiscono per giungere imprevedibilmente nelle pagine dei giornali.

## Trama
George Flack è corrispondente da Parigi di una rivista scandalistica americana chiamata "Il riflettore". Un giorno capita a Francis Dosson, una bella - ma non sempre piena di tatto - ragazza d'oltreoceano, di confidare al giornalista, costantemente alla ricerca di notizie riguardanti i suoi compatrioti ricchi emigrati nella capitale francese, qualche parola di troppo circa la famiglia francesizzata del proprio fidanzato Gaston Probert.
Com'era facilmente prevedibile da tutti, tranne che per l'ingenua Francis, tutta la brutta storia di pettegolezzi finisce per venir data alle stampe, con gran orrore della snob famiglia Probert; Francis non fa d'altra parte alcuno sforzo serio nel tentativo di tenere nascosto per quanto possibile il ruolo da lei avuto nel dare a Flack i più succosi dettagli. Lo scandalo ha avuto l'effetto di una bomba, intaccando il prestigio e la reputazione fino ad allora impeccabile dei Probert che si sono sempre vantati di appartenere ad una cerchia molto ristretta di aristocratici.
Gaston è inizialmente costernato dalle indiscrezioni fatte trapelare dalla fidanzata, ma con l'appoggio un po' sorprendente di sua sorella Suzanne, decide alla fine di sostenere ed aiutare Francis, di cui continua ad essere follemente innamorato, la quale non ha mai in alcuna maniera cercato di addossare la colpa di quanto accaduto sulle spalle del paparazzo. Sotto lo sguardo indignato dei membri della sua casata Gaston accoglie la bella Francis accettando così di sposarla.

## Edizioni italiane
- Henry James, Il riflettore, nota introduttiva di Sergio Perosa, traduzione di Mario Manzari, Einaudi editore, 1976.
- Henry James, Il riflettore (ed. 1908), traduzione e cura di Massimo Ferraris, Elliot, 2022.